# Друга кільцева автодорога Пекіна

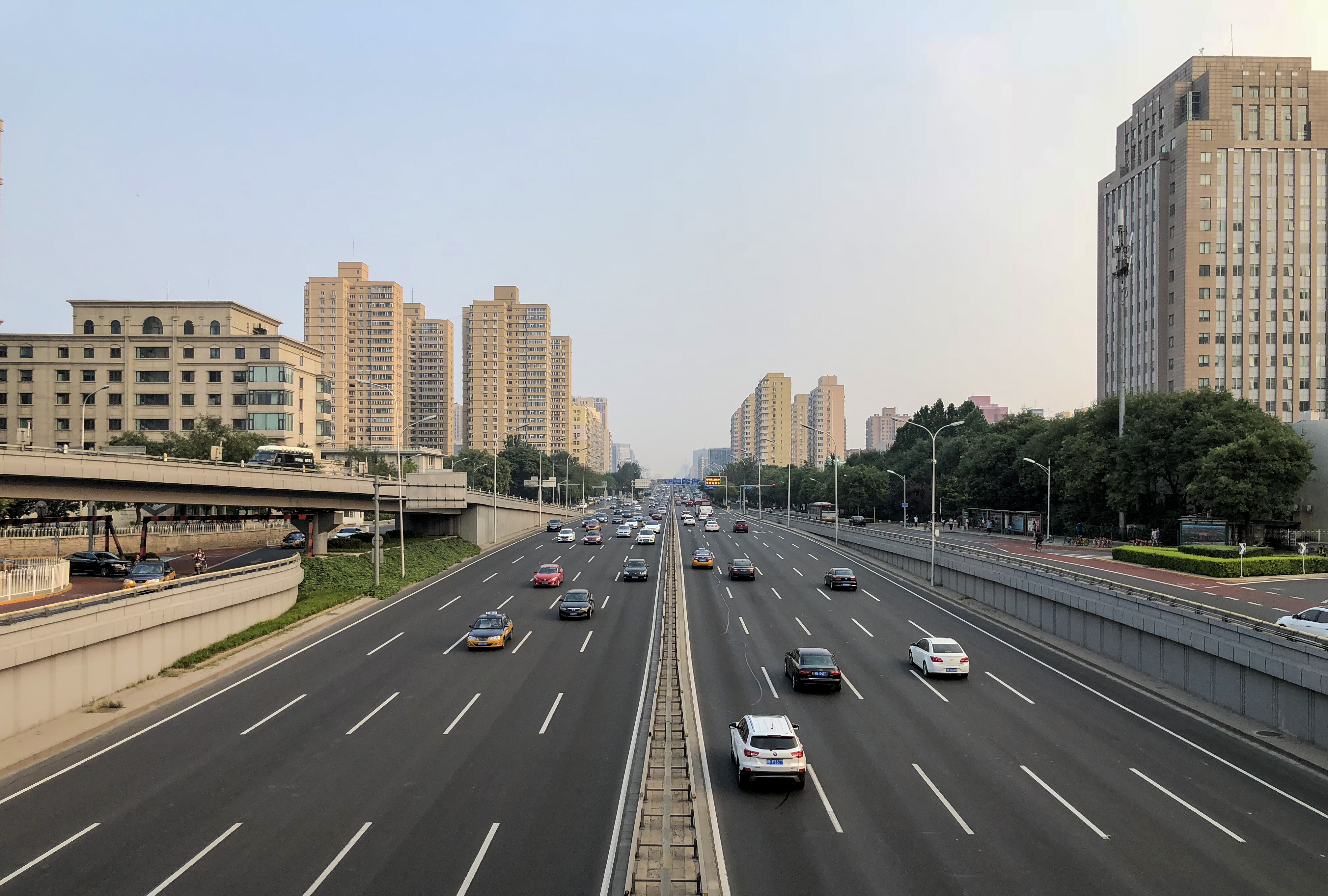
2-а кільцева дорога в районі Січен

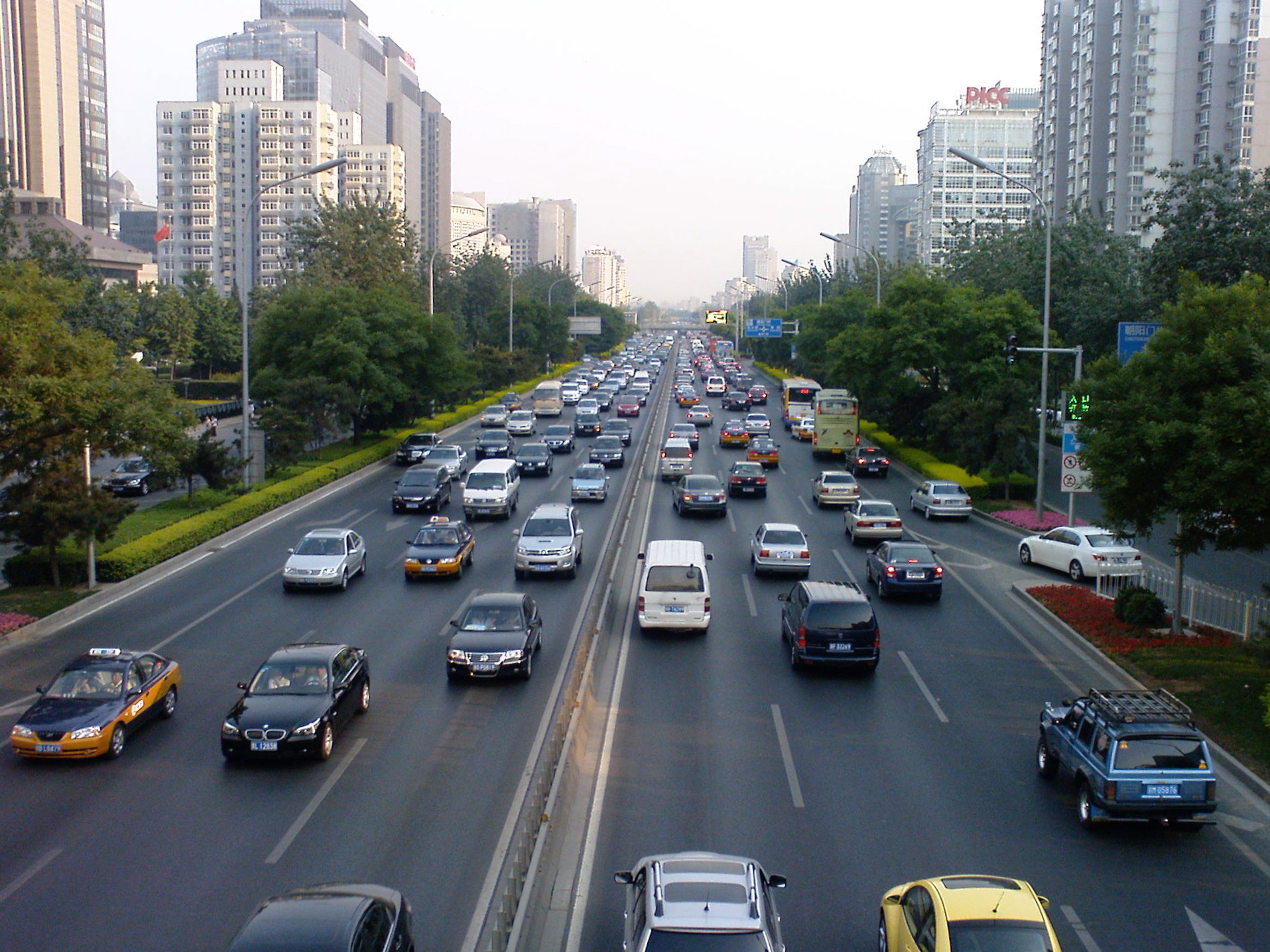
Східний сегмент 2009р

Друга кільцева автодорога Пекіна (спрощ.: 二环路; піньїнь: èr huán lù) — внутрішня кільцева дорога, яка оточує центр міста Пекін, Китайської Народної Республіки. (Перша кільцева дорога була кільцевим трамвайним маршрутом).
Кільцеву дорогу можна розділити на дві частини: первісну кільцеву дорогу (південна ділянка якої зараз виключена з нинішньої кільцевої дороги) і нещодавно розширену кільцеву дорогу. У цій статті йдеться лише про діючу (нову) 2-гу кільцеву дорогу.

## Історія та географія

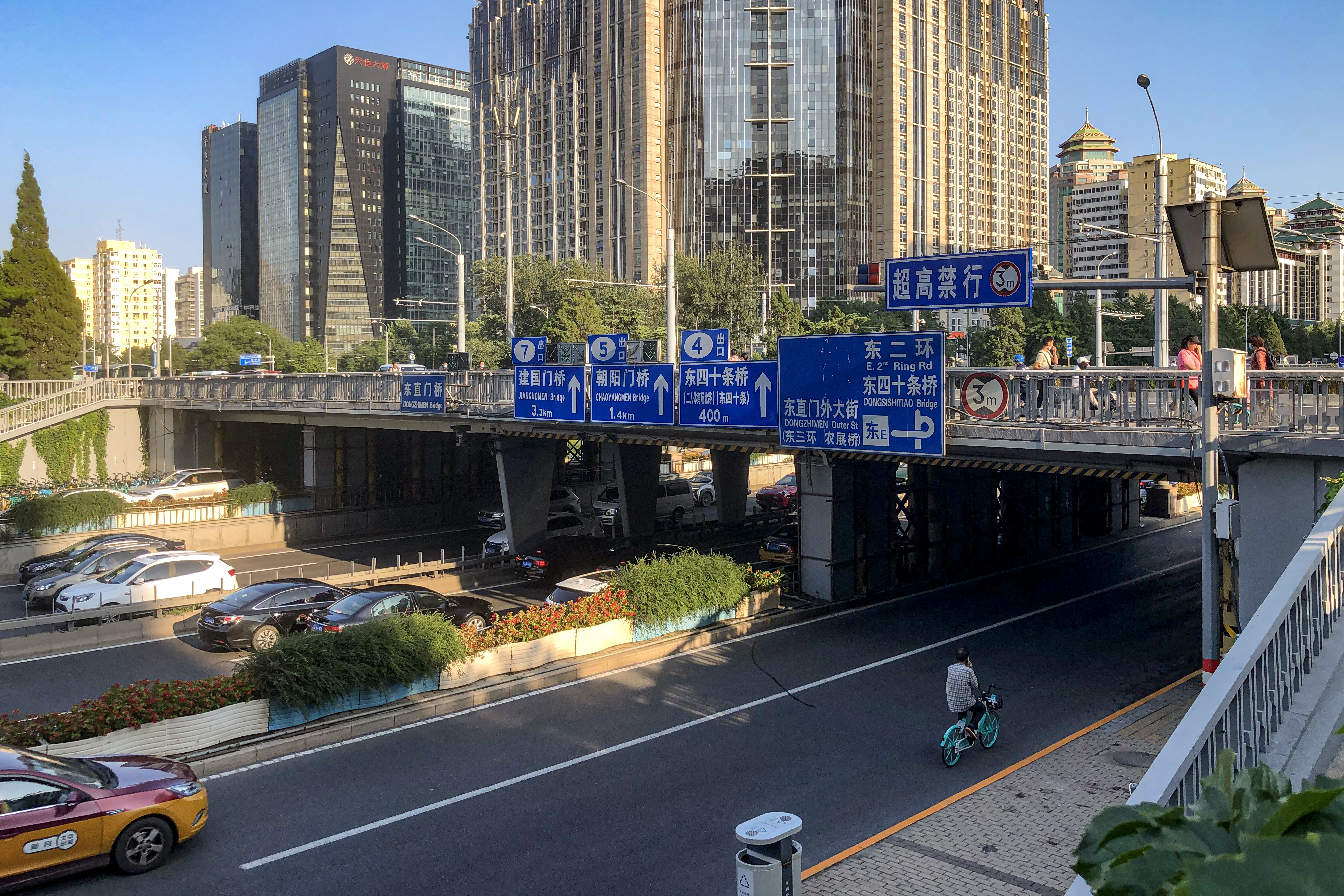
Міст Дунчжимень на 2-й кільцевій дорозі в 2020 році

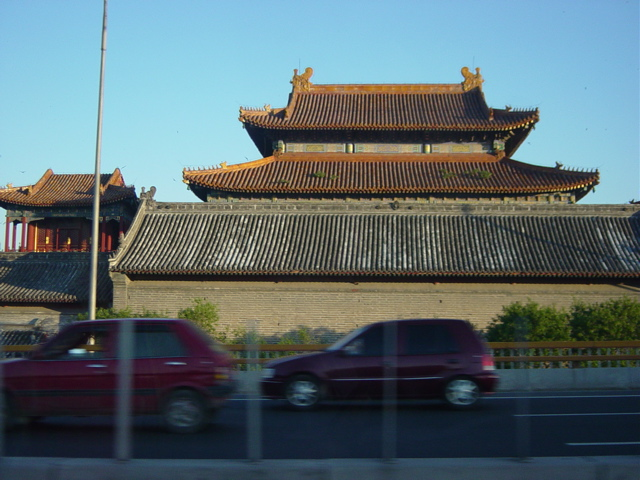
Храм Лами Йонхегун з 2-ї кільцевої дороги в липні 2004 року

2-а кільцева дорога проходить неподалік від місця, де колись стояли міські стіни Пекіна ; численні перехрестя носять назву старих міських воріт. Невелика кількість цих міських воріт все ще стоїть: південно-східна наріжна вежа, Дешенмен і Юндінмен (яка була відбудована). Більшість старих міських стін було знесено незабаром після створення Китайської Народної Республіки в 1949 році.
Хоча припускали, що 2-га кільцева дорога була побудована над стінами старого міста, шляхом порівняння поточних карт міста зі старими картами Пекіна виявилося, що це не зовсім так. Натомість дорога здебільшого йде по колишньому рову, який оточував міську стіну; місцями рів зберігся як канал. 2-е кільце було добудовано у 1980-х роках.

### Ворота та 2-е кільце
Друга кільцева дорога проходить повз місця багатьох старих міських воріт навколо Пекіна. До них належать:
- Дешенмень
- Андінгмен
- Дунчжімень
- Чаоянмень
- Гуанцюмень
- Цзо'аньмень
- Юндінмень
- Юаньмень
- Гуан'аньмень
- Фученмен
- Січжимень

Тільки Дешенмень і Юндінмень (перебудовані 2005) все ще стоять; інші були знесені в 1950-1960-х роках.
Ворота, через які проходить колишнє Внутрішнє 2-е кільце ("Метро"), це:
- Чунвенмен
- Чженьянмень
- Сюаньвумень

Тільки Чженьянмень досі все ще стоїть сьогодні.

## Дорожні умови

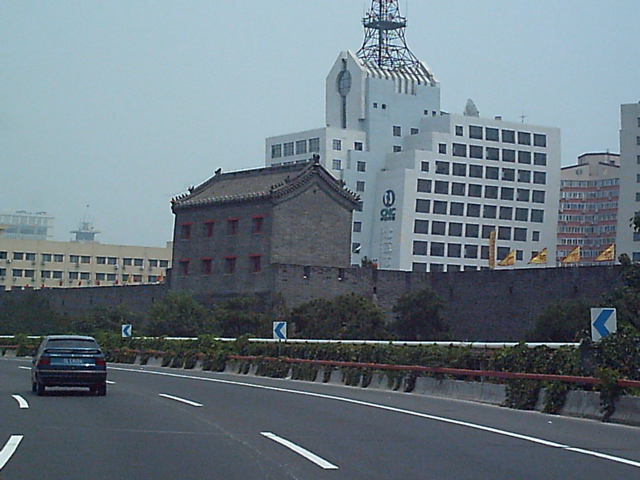
Відреставрована міська стіна біля воріт Сіб'янмень, як видно з 2-ї західної кільцевої дороги в липні 2004 р.

Після завершення будівництва у 1980-х роках проект 2-ї кільцевої дороги був достатнім для її транспортного навантаження. Однак із збільшенням використання наприкінці 20 століття дорожнє покриття швидко погіршилося. До 2001 року дорога давала водіям незручну вибоїсту їзду. Після повного оновлення покриття дорогою стало їздити набагато приємніше. Роботи з часткового відновлення покриття тривають.
Розташована в самому центрі міста, 2-га кільцева дорога також є вузьким транспортним місцем . Дорожні затори є звичайним явищем, і важко знайти безпосередні альтернативні маршрути, оскільки 2-е кільце має кілька прямих сполучень зі швидкісними магістралями. Для легкових автомобілів і великогабаритних транспортних засобів немає способу перетнути 2-у кільцеву дорогу, крім як на повних перехрестях або розворотом під шляхопроводом; пішоходи, велосипеди та мотоцикли можуть користуватися пішохідними переходами. Обмеження швидкості 80 км/ год, за винятком різких поворотів, таких як між мостом Сяоцзе та Дунчжимень. Перевірки швидкості відбуваються дуже часто, камери часто працюють, деякі з них відомі, а деякі приховані під мостами або за ширмами.

## Зв‘язок на швидкісні дороги
Швидкісна автострада Бадалін зв’язана з (з бічної дороги) Дешенменем. У 2006 році було завершено пряме з’єднання рампи з обох сторін до швидкісної автостради аеропорту. До автомагістралі G45 Дацін-Гуанчжоу легко дістатися, прямуючи на південь до складної та вражаючої естакади Caihuying. Від 2-ї кільцевої дороги немає прямих сполучень до швидкісних автострад G1 Пекін–Харбін, Пекін — Тяньцзінь — Тангу або G45 Дацін-Гуанчжоу.